# Avenida José Pardo (Lima)
La avenida José Pardo es una de las principales avenidas del distrito de Miraflores, en la ciudad de Lima, capital del Perú. Se extiende de este a oeste, a lo largo de 15 cuadras.
Esta avenida lleva el nombre de don José Simón Pardo y Barreda (Lima, 24 de febrero de 1864-3 de agosto de 1947) abogado, diplomático y político peruano, que ocupó la Presidencia del Perú en dos ocasiones: entre 1904 y 1908, y entre 1915 y 1919.

## Recorrido
Se inicia en el óvalo de Miraflores, punto de confluencia de las avenidas Arequipa, José Larco, Diagonal y Ricardo Palma, esta última continúa el trazo de la avenida José Pardo al este.